# Sarah Carli
Sarah Carli, född 5 september 1994, är en australisk friidrottare. Hon deltog vid olympiska sommarspelen 2020.